# Îles Flannan
Les îles Flannan, en anglais Flannan Isles, en écossais Na h-Eileanan Flannach, sont un petit groupe d'îles des Hébrides extérieures, dans le Nord-Ouest de l'Écosse, à environ 32 kilomètres à l'ouest de Lewis. Elles tirent probablement leur nom de Saint Flannan, abbé et prêcheur irlandais du VIIe siècle. 

## Géographie
Les îles se divisent en trois groupes. Le principal, au nord-est, est un ensemble de rochers avec les deux îles principales de Eilean Mòr (« Grosse île ») et Eilean Taighe (« Île de la Maison »). Au sud, se trouve Soray (« Île de l'Est ») et Sgeir Tomain, tandis que les principaux affleurements à l'ouest sont Eilean a' Gobha (« Île du Forgeron »), Roaireim (avec une arche naturelle) et Bròna Cleit (« Triste rocher coulé »). La superficie de l'ensemble est d'environ 50 hectares et le plus haut point s'élève à 88 mètres au-dessus de la mer sur Eilean Mòr.

## Histoire
Les îles sont inhabitées depuis l'automatisation du phare en 1971. Elles sont le lieu d'un mystère jamais éclairci, la disparition sans aucune trace ni indice des trois gardiens du phare en décembre 1900, attribuée selon certains à une vague scélérate.

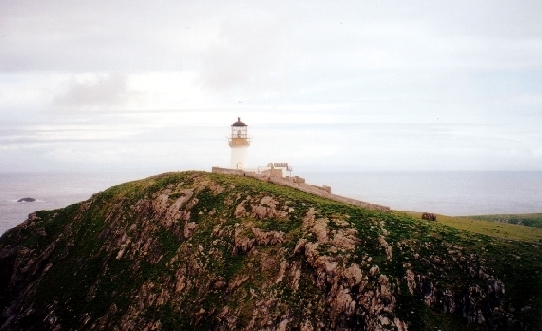
Le phare d'Eilean Mòr.

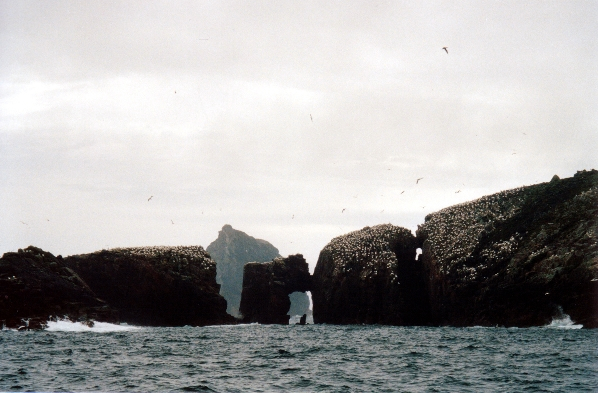
Eilean a' Ghobha (à gauche), Roareim (à droite) et Brona Cleit (à l'arrière-plan).

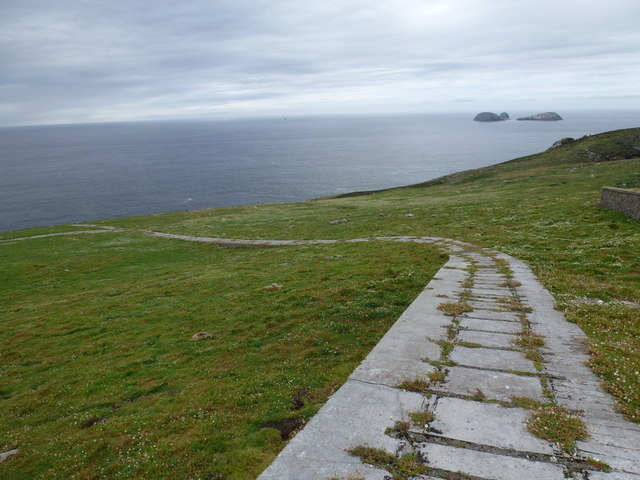
Vue des îles Flannan depuis le phare en direction du sud-ouest.

## Référence
- (en) Cet article est partiellement ou en totalité issu de l’article de Wikipédia en anglais intitulé « Flannan Isles » (voir la liste des auteurs).